# Vladimir Nikitin
Vladimir Nikitin (n. 14 iulie 1959, Udmurt Autonomous Soviet Socialist Republic⁠(d), RSFS Rusă, URSS) este un schior de fond ce a reprezentat Uniunea Republicilor Sovietice Socialiste, medaliat olimpic. A participat la o ediție a Jocurilor Olimpice (1984) în care a câștigat o medalie de argint.